# Joanésia
Joanésia är en kommun i Brasilien.   Den ligger i delstaten Minas Gerais, i den sydöstra delen av landet, 700 km sydost om huvudstaden Brasília. Antalet invånare är 5 427.
Omgivningarna runt Joanésia är huvudsakligen savann. Runt Joanésia är det ganska glesbefolkat, med 22 invånare per kvadratkilometer.